# Ali Al-Abed
Ali Al-Abed (ar. علي العابد; ur. w 1970) – emiracki kolarz szosowy, dwukrotny olimpijczyk.
W igrzyskach olimpijskich brał udział po raz pierwszy w Seulu w 1988 roku. Wystąpił wtedy w drużynowej jeździe na czas, w której ekipa Zjednoczonych Emiratów Arabskich zajęła 29. miejsce, wyprzedzając zespół Malawi oraz niesklasyfikowanych Belizeńczyków. Cztery lata później w Barcelonie nie ukończył jazdy indywidualnej. Ponownie wystąpił w drużynowej jeździe na czas, w której drużyna z Półwyspu Arabskiego zajęła 23. miejsce, wyprzedzając siedem zespołów.